# Литци
Литци Ваня Домингес Балдера(на испански: Litzy Vannya Dominquez Baldera) е мексиканска актриса и певица. Позната е в България с теленовелите „Къде си татко?“ и „Камериерка в Манхатън“.

## Биография
Литци е родена на 27 октомври, 1982 в град Мексико сити, Мексико. Има трима братя – Лили, Луйви и Луис. Тя е зодия Скорпион, висока е 1.69 и тежи 50 кг. Цветът на косата ѝ е черен, а на очите маслинен.

## Музикална кариера
На 13 години, актрисата влиза в групата „Jeans“. През 1997 г. напуска групата и започва солова кариера. Когато е на 15 години подписва договор и издава първия си албум „Transparente“. Дискът има голям успех и някои от песните застават на челните места в класации. Песента „No te extrano“, която се издига в класации в различни страни включително и Европа, става саундтрак на мексиканския филм „Sexo, Pudor y Lágrimas“. През 2000 година, Литци пуска втория си албум - „Más Transparente", който отново постига големи успехи и извън Мексико. През 2003 година, излиза и третия ѝ албум – „La Rosa“.

## Актьорска кариера
Кариерата ѝ като актриса започва през 1999 г. в теленовелата на „Телевиса“ - „ДКДА: Мечтите на младостта“. След няколко месеца на снимачната площадка, тя напуска продукцията поради здравословни проблеми. Първата си главна роля получава в теленовелата на компания „Телемундо“ - „Даниела“. В тази продукция актрисата играе ролята на Даниела Гамбоа – момиче с мечта да стане балерина, но емигрира и попада в непознат, за нея свят.
Литци се изявява и в театъра, като през 2003 година, замества Лусеро в главната роля в мюзикъла „Regina, un musical para una nación que despierta“. Най-голяма известност добива през 2005 г. с главната роля на Маргарита в теленовелата на „Телемундо“ - „Къде си татко?“. За тази роля, Литци е обявена за една от най-добрите съвременни актриси. Следват само главни роли в теленовели като „Грешница“ и (2009/10) „Обичай ме глупчо!“ (2010). През следващата година, тя се завръща в „Телемундо“, като протагонистка в теленовелата „Камериерка в Манхатън“. Партнират ѝ актьори, като Еухенио Силер, Хорхе Едуардо Гарсия, Ванеса Вийела и др. Там се превъплъщава в образа на Мариса Лухан – жена от Мексико, която след поредица от проблеми в родната си страна, решава да започне живота си на чисто заедно със сина си Лало, като заминава за Манхатън и си намира работа като камериерка в елитен хотел, където намира истинската любов и животът ѝ отново се преобръща.

## Филмография
- В плен на любовта (Cautiva por amor) (2025) – Хасмин Паласиос
- Госпожа Асеро (Senora Acero) (2014-2016) – Арасели
- Камериерка в Манхатън (Una Maid en Manhattan) (2011/12) – Мариса Лухан
- Обичай ме глупчо! (Quiereme tonto) (2010) – Хулиета Дорели
- Грешница (Pecadora) (2009/10) – Лус Мария Мендоса
- Къде си татко? (Amarte asi) (2005) – Маргарита
- Даниела (Daniela) (2002) – Даниела Гамбоа
- Ангелско личице (Carita de angel) (2000)
- ДКДА: мечтите на младостта (DKDA: Sueños de juventud) (1999/2000) – Лаура Мартинес

## Личен живот
По време на снимките на „Камериерка в Манхатън“, Литци се запознава с Хайме Сегура, който по онова време е режисьор на теленовелата. Двамата са женени и до днес.